# Cleburne
Cleburne település az Amerikai Egyesült Államok Texas államában, Johnson megyében, melynek megyeszékhelye is. Lakosainak száma 31 352 fő (2020. április 1.).

## Népesség
A település népességének változása:

| 2010 | 29 337 |
| 2020 | 31 352 |